# Lobet den Herren alle, die ihn ehren

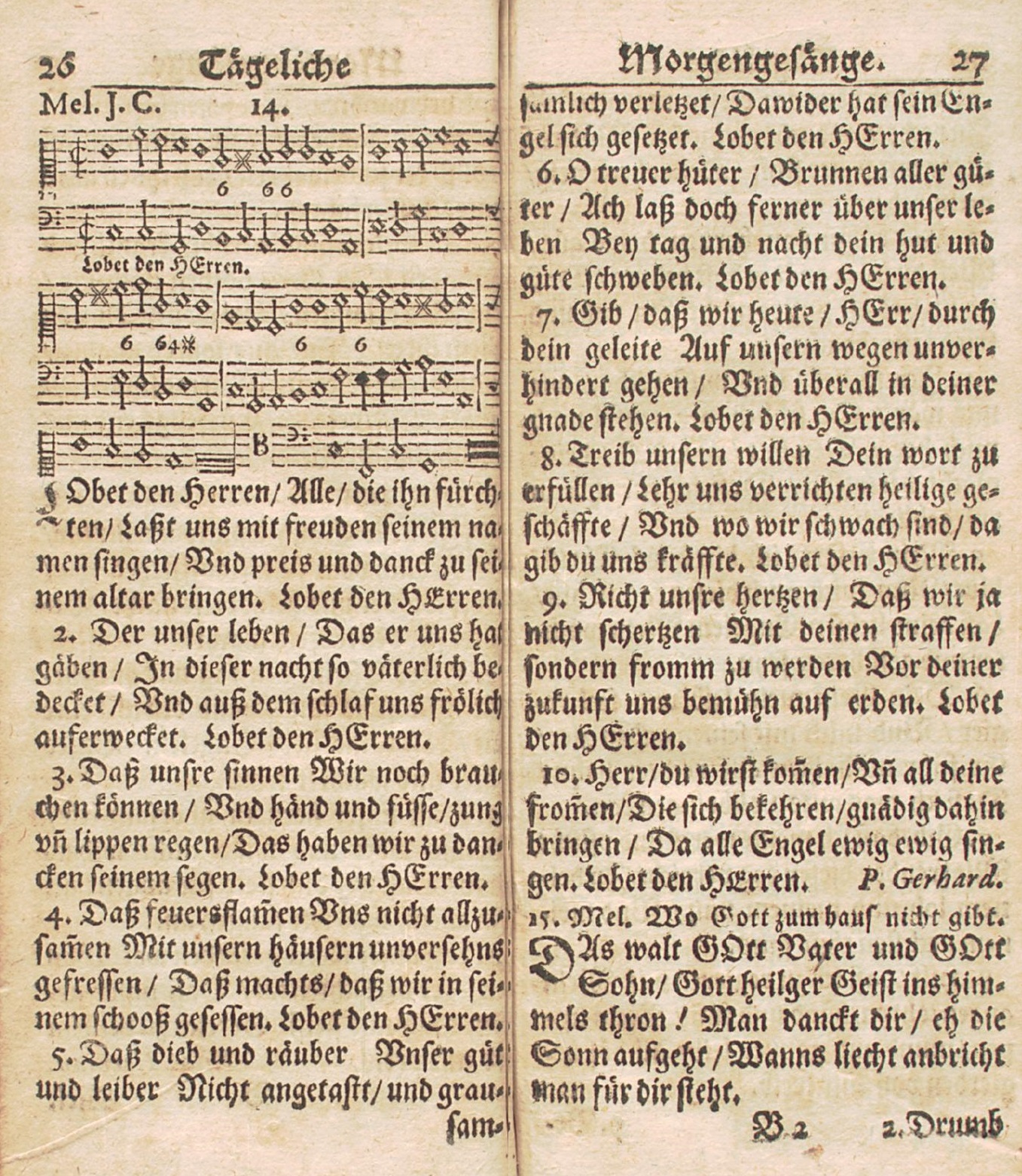
Lobet den Herren in Praxis Pietatis Melica, 1660

Lobet den Herren alle, die ihn ehren ist ein geistliches Morgenlied und eines der bekanntesten deutschen lutherischen Kirchenlieder. Der zehnstrophige Text mit der originalen Anfangszeile Lobet den Herren alle, die ihn fürchten stammt von Paul Gerhardt, die dazu komponierte Melodie von Johann Crüger. Dieser veröffentlichte es erstmals 1653 in der 5. Auflage seines Gesangbuchs Praxis Pietatis Melica. Heute ist es in den meisten deutschsprachigen Kirchengesangbüchern enthalten, darunter im Evangelischen Gesangbuch (Nr. 447) und im katholischen Gotteslob (Nr. 81; ohne Strophen 4, 5 und 9).

## Text

### Form
Das Gedicht umfasst zehn Strophen zu drei elfsilbigen und einer fünfsilbigen Zeile nach dem im deutschen Humanismus und Barock vielfach nachgeahmten Vorbild der Sapphischen Strophe.
Ungewöhnlich ist das von Gerhardt gewählte Reimschema [aabbx], das die erste Zeile in zwei Hälften teilt und die kehrversartige Schlusszeile „Lobet den Herren“ ohne Reim lässt. Auffallenderweise weicht Gerhardt von diesem Schema in der ersten Strophe ab, in der die Wörter „Herren“ und „fürchten“ ohne Reim bleiben. Alle neueren Gesangbücher setzen am Schluss der ersten Zeile „ehren“ und stellen dadurch die Formanalogie her, allerdings um den Preis einer Tautologie von „loben“ und „ehren“.

### Inhalt
Die regelmäßig wiederkehrende Zeile „Lobet den Herren“ entspricht dem biblischen Ruf Halleluja, der zugleich Aufforderung zum Gotteslob und dessen Vollzug ist. Gerhardt macht diesen Ruf zum Morgengebet und motiviert ihn in den Strophen 2–5 mit dem Dank für die Bewahrung vor verschiedenen realen Gefährdungen der Nacht; dahinter mögen auch Erfahrungen aus dem Dreißigjährigen Krieg stehen. Die Strophen 6–9 sind ein Gebet um weiteren Schutz und um Bewahrung auf dem Weg der göttlichen Gebote in Erwartung des Kommens („deiner Zukunft“) und Gerichts Christi. Dieser eschatologische Horizont ist ausdrücklich Inhalt der bekenntnishaften Schlussstrophe.

### Wortlaut
| Originalfassung (1660) | Heute üblicher Text (EG 447) |
| --- | --- |
| LObet den Herren / Alle / die ihn fürchten / Laßt uns mit freuden seinem namen singen / Vnd preis und danck zu seinem altar bringen. Lobet den HErren. Der unser leben / Das er uns hat gäben / Jn dieser nacht so väterlich bedecket / Vnd auß dem schlaf uns frölich auferwecket. Lobet den HErren. Daß unsre sinnen Wir noch brauchen können / Vnd händ und füsse / zung und lippen regen / Das haben wir zu dancken seinem segen. Lobet den HErren. Daß feuersflammen Vns nicht allzusammen Mit unsern häusern unversehns gefressen / Daß machts / daß wir in seinem schooß gesessen.— Lobet den HErren. Daß dieb und räuber Unser güt und leiber Nicht angetastt / und grausamlich verletzet / Dawider hat sein Engel sich gesetzet. Lobet den HErren. O treuer hüter / Brunnen aller güter / Ach laß doch ferner über unser leben Bey tag und nacht dein hut und güte schweben. Lobet den HErren. Gib / daß wir heute / HErr / durch dein geleite Auf unsern wegen unverhindert gehen / Vnd überall in deiner gnade stehen. Lobet den HErren. Treib unsern willen Dein wort zu erfüllen / Lehr uns verrichten heilige geschäffte / Vnd wo wir schwach sind / da gib du uns kräffte. Lobet den HErren. Richt unsre hertzen / Daß wir ja nicht schertzen Mit deinen straffen / sondern fromm zu werden Vor deiner zukunft uns bemühn auf erden. Lobet den HErren. Herr / du wirst kommen / Vnd all deine frommen / Die sich bekehren / gnädig dahin bringen / Da alle Engel ewig ewig singen. Lobet den HErren. | Lobet den Herren alle, die ihn ehren; laßt uns mit Freuden seinem Namen singen und Preis und Dank zu seinem Altar bringen. Lobet den Herren! Der unser Leben, das er uns gegeben, in dieser Nacht so väterlich bedecket und aus dem Schlaf uns fröhlich auferwecket: Lobet den Herren! Daß unsre Sinnen wir noch brauchen können und Händ und Füße, Zung und Lippen regen, das haben wir zu danken seinem Segen. Lobet den Herren! Daß Feuerflammen uns nicht allzusammen mit unsern Häusern unversehns gefressen, das macht’s, daß wir in seinem Schoß gesessen. Lobet den Herren! Daß Dieb und Räuber unser Gut und Leiber nicht angetast’ und grausamlich verletzet, dawider hat sein Engel sich gesetzet. Lobet den Herren! O treuer Hüter, Brunnen aller Güter, ach laß doch ferner über unser Leben bei Tag und Nacht dein Huld und Güte schweben. Lobet den Herren! Gib, daß wir heute, Herr, durch dein Geleite auf unsern Wegen unverhindert gehen und überall in deiner Gnade stehen. Lobet den Herren! Treib unsern Willen, dein Wort zu erfüllen; hilf uns gehorsam wirken deine Werke; und wo wir schwach sind, da gib du uns Stärke. Lobet den Herren! Richt unsre Herzen, daß wir ja nicht scherzen mit deinen Strafen, sondern fromm zu werden vor deiner Zukunft uns bemühn auf Erden. Lobet den Herren! Herr, du wirst kommen und all deine Frommen, die sich bekehren, gnädig dahin bringen, da alle Engel ewig, ewig singen: „Lobet den Herren!“ |

## Melodie
Johann Crügers Melodieⓘ in C-Dur entspricht der positiven und vertrauensvollen Grundstimmung des Textes. Im Wechsel von Vierteln und Halben gleicht sie den schwebenden Rhythmus der Sapphischen Strophe zur geraden Taktart aus.
In Crügers eigenen Ausgaben der Praxis Pietatis Melica ist der Melodie ein bezifferter Bass beigegeben. Sie selbst hat dort durch die tonleiterfremden Leittöne Fis in der ersten und Cis in der zweiten Zeile eine zusätzliche barocke Expressivität; diese sind in der heute gebräuchlichen Fassung getilgt. Ebenfalls getilgt ist – durch Einführung eines Melismas – die Synkope zur A-Moll-Schlusskadenz der dritten Zeile.